# Олександр Іванович фон Гоген
Олекс́андр Ів́анович фон Го́ген (12 серпня, 1856, Архангельськ, Російська імперія — 6 березня, 1914, Санкт-Петербург) — архітектор і викладач зламу 19—20 ст., що працював в Російській імперії.

## Ранні роки
Майбутній архітектор народився в небагатій дворянській родині в місті Архангельськ. Батько служив у міцевому відділенні Державного банку. Незважаючи на іноземне прізвище, Олександр вважав себе росіянином.
В Архангельську 1875 року закінчив гімназію.

## Освіта і початок архітектурної практики
По закінчені гімназії перебрався у Санкт-Петербург, де влаштувався на навчання в Імператорську Академію мистецтв. Незадовільний фінансовий стан початківця примусив його рано розпочати архітектурну працю помічником у різних столичних архітекторів, серед котрих були Красовський Олександр Федорович (1848—1918), архітектор і граф Сюзор Павло Юлійович (1844—1919).
Найбільший вплив на свідомість і творчість Олександра мав архітектор Богомолов Іван Семенович (1841—1886), що працював у псевдоросійському стилі. Він навіть називав себе послідовником творчості Богомолова. Ранні твори це підтверджують: церкви, дача генерала Чернова «Сосновка», проєкт Офіцерського зібрання в Санкт-Петербурзі (на Літейному проспекті) виконані в псевдоросійській стилістиці.
1883 року, закінчивши Петербурзьку академію мистецтв, він влаштувався на працю у Сестрорецький інструментальний завод.
Тільки 1886 року фон Гоген отримав статус художника першого ступеня за умовний проєкт гостинного двору для столичного міста. Статус академіка він отримав лише 1895 року за проєкт споруди окружного суду.

## Архітектор еклектик

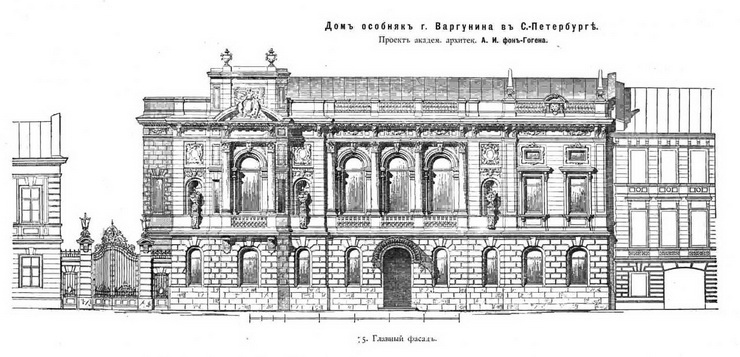
О.фон Гоген, проєкт особняка для К. Варгуніна, 1896 р., головний фасад (для Санкт-Петербурга)

Всі характерні риси обдарування архітектора відбилися в проєкті особняка для К. Варгуніна (для Санкт-Петрбурга). Олександр фон Гоген не стільки дотримувався чистоти одної стилістики, скільки вдало використовував суміш різних стилів, створюючи чергове пишне помешкання. Навіть в головному (вуличному) фасаді особняка присутні окремі елементи ренесансу і класицизму (руст, замкові камені над вікнами, декор вікон другого поверху), необароко (тісніва і пишність декору на фасаді, лучковий фронтон ризаліту, вази та обеліски на парапеті, пишність декоративних ґрат з ліхтарями). Найменше в декорі і в архітектурних елементах стилю модерн — активне використання асиметрії, граніт цоколя тощо. На головному фасаді жодного разу не виявлено саму стіну, бо вся вона прихована за пишним декором.
Майже барокова пишність притаманна і інтерьєрам особняка Варгуніна — декор парадних сходинок перетворив кімнату на чергову парадну залу маєтку, а сама зала (прохідна за функцією) стала найбільшою за розмірами. Перебільшення декору притаманно і пишному каміну в парадній їдальні, де присутні риси французького ренесансу і маньєризму. Використання різних елементів стилів минувшини притаманно і іншим спорудам архітектора. Якщо фасади особняка Матильди Кшесінської витримані в строгій стилістиці північного модерну, то інтер'єри та їх декор постійно відсилали до рівноваги і регламенту класицизму.

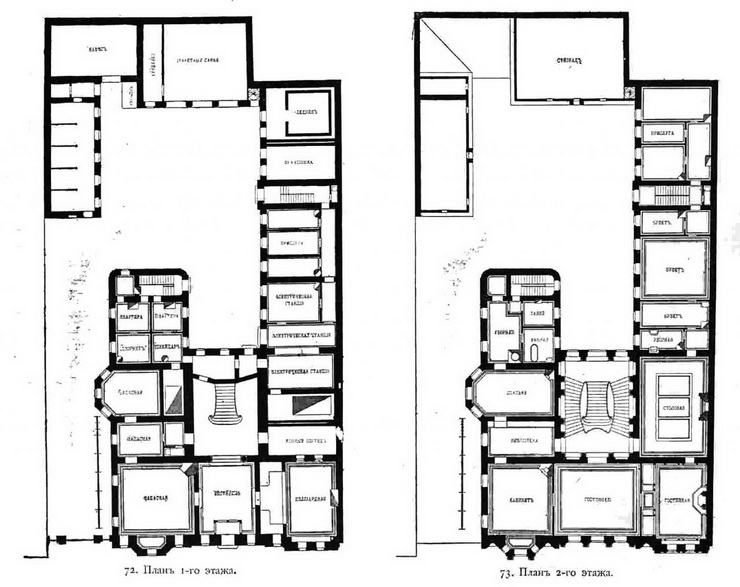
Арх. О. фон Гоген, особняк К. Варгуніна, плани 1 та 2 поверхів, проєкт 1896 р.
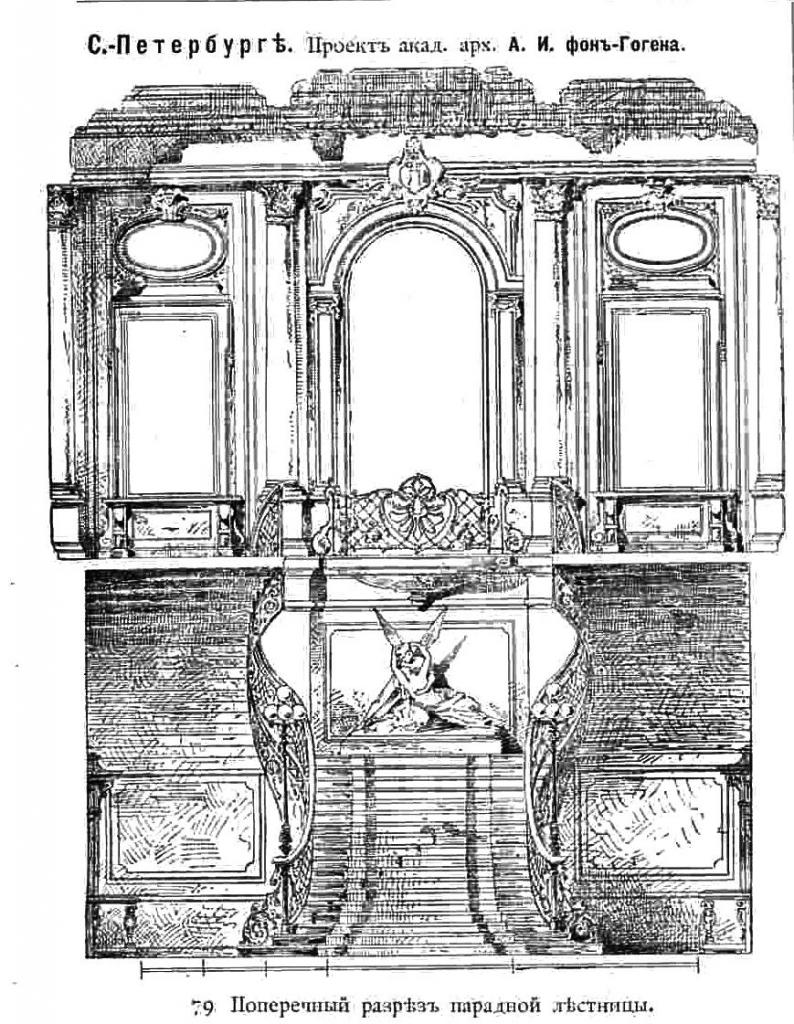
О. фон Гоген. Проєкт зали парадних сходів, особняк К. Варгуніна 1896 р.
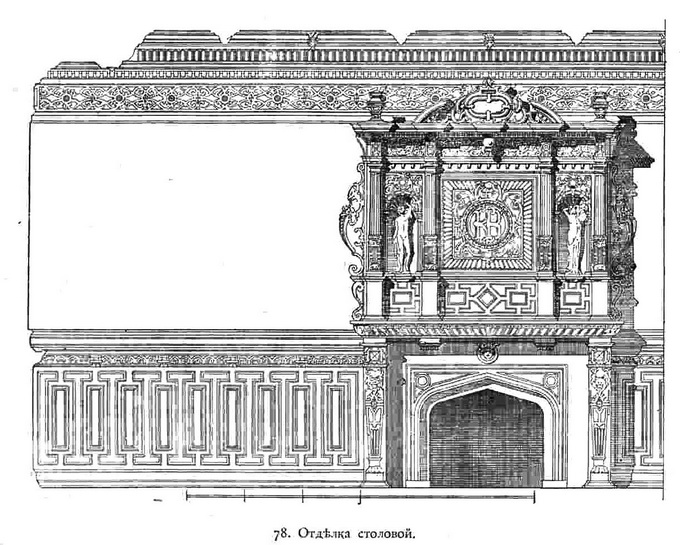
О. фон Гоген, особняк К. Варгуніна, декор парадної їдальні. Проєкт 1896 р.
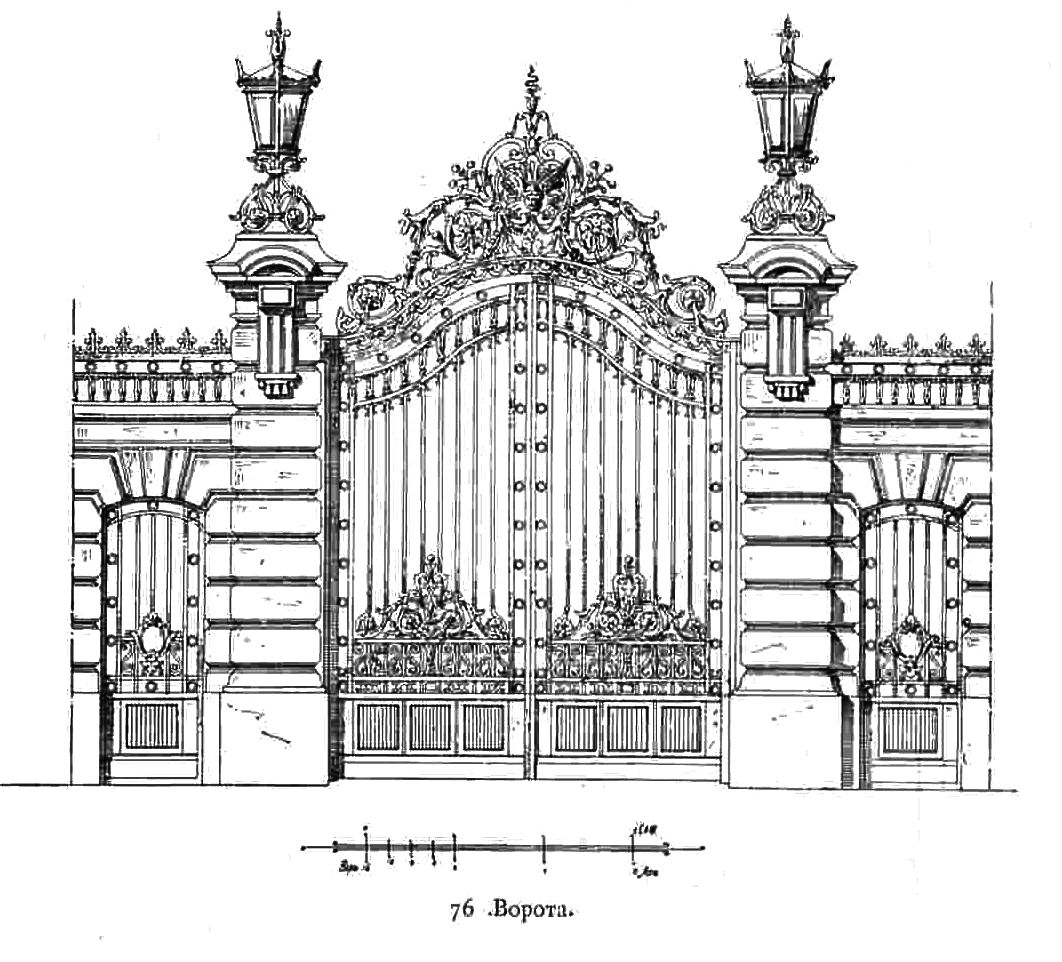
Арх. О. фон Гоген. Ґрати декоративної брами та ліхтарі, особняк К. Варгуніна, проєкт 1896 р.

### План і проєктні рішення маєтку Кшесінської, 1904р.

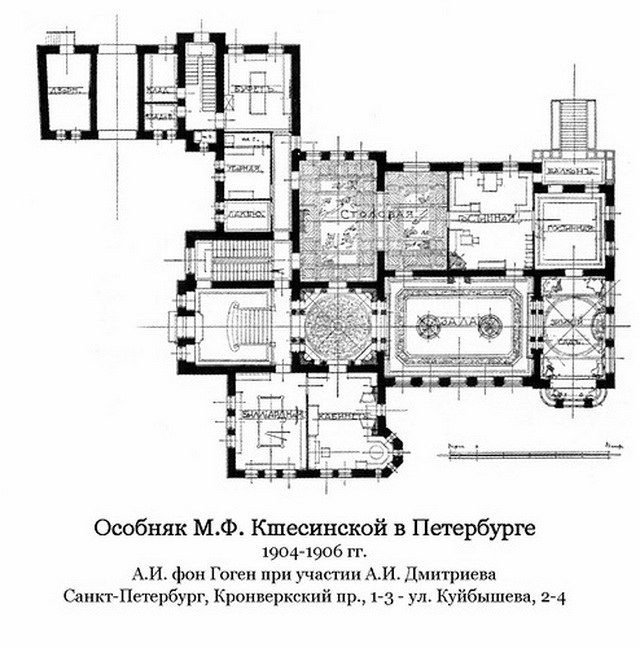
Особняк М. Ф. Кшесінської, поземний план
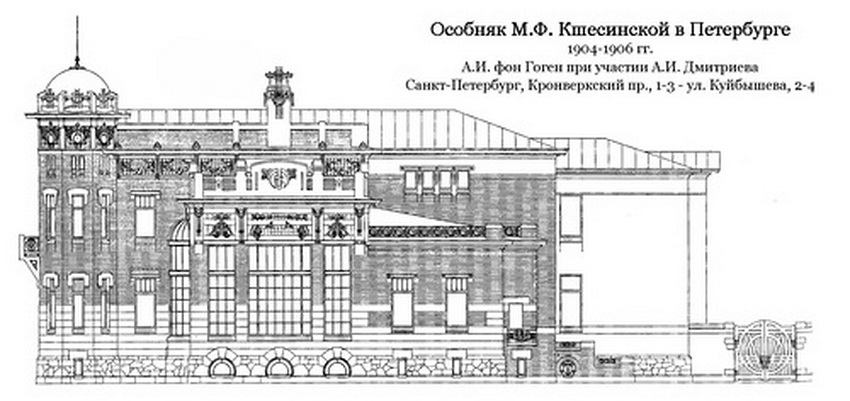
Особняк М. Ф. Кшесінської, бічний фасад і зимовий сад
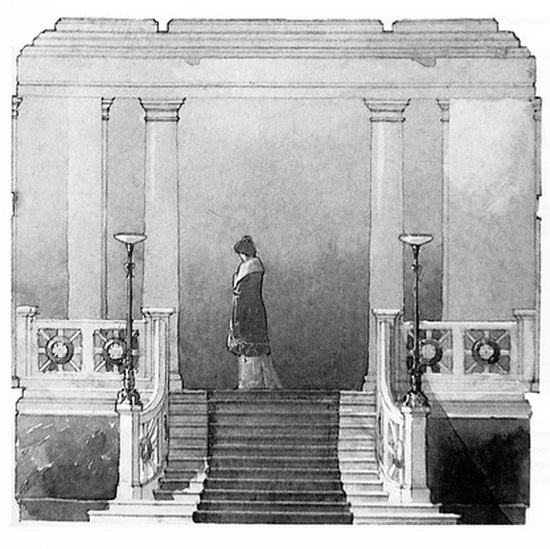
Особняк М. Ф. Кшесінської, парадні сходи у вестибюлі
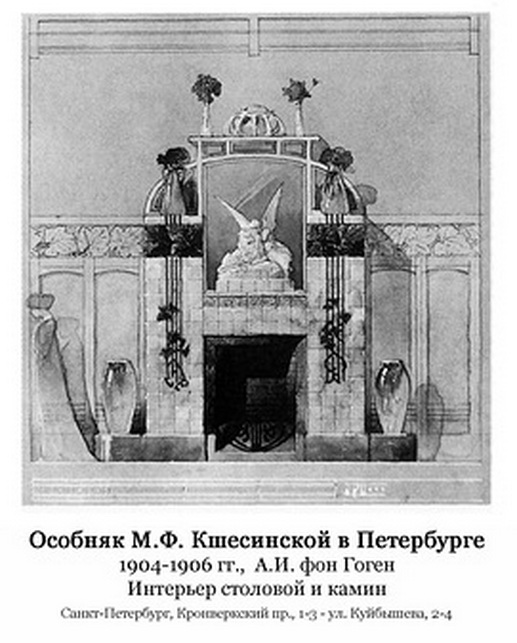
Особняк М. Ф. Кшесінської, декор каміна

## Адміністративна кар'єра
Обдарованого ахітектора, здатного працювати у різних стилях, швидко помітили. У період 1893—1896 рр. він отрамав посаду архітектора великого князя Володимира Олександровича, родича російського імператора. З 1903 року його призначили архітектором царського двору.

## Діяльність викладача
- 1892 року Олександра фон Гогена як талановитого малювльника і аквареліста запросили у штат викладачів малюнка до Санкт-Петербурзького училища технічного малювання барона Штиглиця, де він працював п'ять років.
- 1897 року він перейшов на викладацьку роботу в Миколаївську інженерну академію, де працював до 1908 року.

- В Інституті громадянських інженерів він почав працювати у 1898 році, а з 1903 року був керівником виконання дипломних проєктів.

## Поміч студентам
Олександр фон Гоген добре пам'ятав важкий період власного студентства, коли він був вимушений працювати помічником різних архітекторів і водночас навчатися в академії. Завдань було багато і через пропуски в академії йому постійно загрожувало відсторонення від навчання.
В пору фінансової незалежності архітектор добровільно організував у власному дому невеличке бюро, де збирали інформацію про надання праці-приробітку студентам архітектурного факультету.

## Хвороба й самогубство
Олександр фон Гоген і раніше мав слабке здоров'я. Праця в умовах стресів та конкуренції між архітекторами зміцненню здоров'я не сприяла. Мав захворювання нирок. Шостого березня 1914 року архітектор застрелився у власному будинку. Поховання відбулося на Смоленському кладовищі. Могила знищена 1935 року.

## Проєкти і споруди, неповний перелік

Проєкт Селянського поземельного банку для Самари, новий варіант арх. О фон Гоген, 1909 р.

- Проєкт Дворянського земельного банку (проєкт 1910 р., реалізовано Пенза, Чернігів)
- Маєток генерала Чернова «Сосновка», псевдоросійський стиль
- Павловськ, церква св. Миколая.
- Санкт-Петербург. Соборна мечеть
- Санкт-Петербург. Будинок Дмитра Менделєєва, вул. Велика Пушкінська
- Катеринослав. Будинок Англійського клубу, вулиця Воскресенська 3
- Санкт-Петербург. Будинок підприємця Костянтина Варгуніна, проєкт 1896 р. (реалізовано 1899 р.)
- Санкт-Петербург. Особняк Кшесінської (1904—1906 рр.)
- Самара. Інфекційна лікарня (реалізовано 1914 р.)
- Самара. Селянський поземельний банк (реалізовано 1912 р.)
- Нижній Новгород. Головний будинок Нижегородської ярмарки
- Садиба «Борки», реалізовано 1902—1903 рр. (неоготика, нині Липецька область)

## Україна, споруди за проєктами архітектора

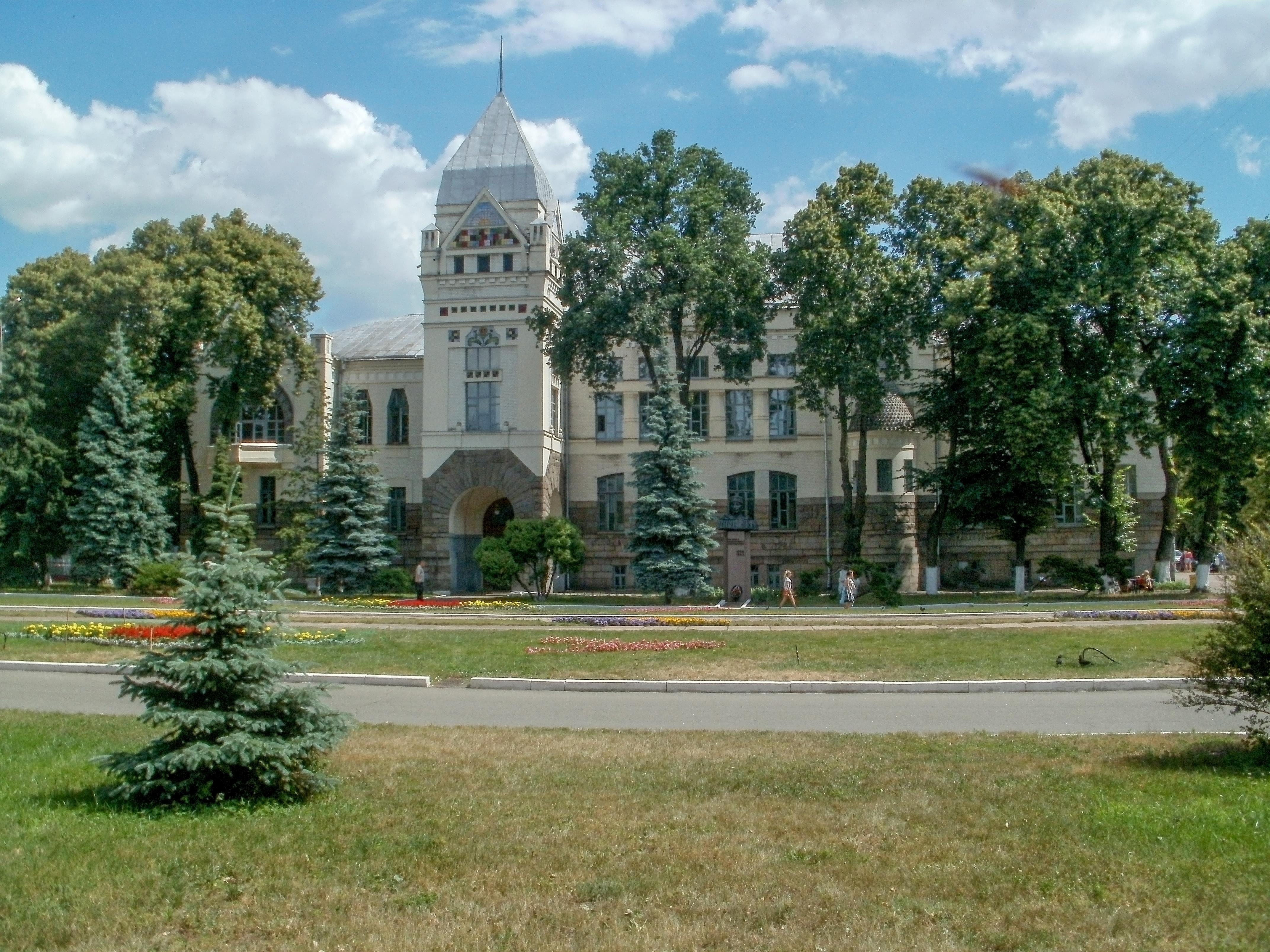
Арх. Олександр фон Гоген (проєкт) Чернігів, споруда колишнього Дворянського земельного банку (1910—1913 рр.)

- Катеринослав, банк та англійський клуб (1890—1891 рр.)
- Київ, будинок управління Південно-Західної залізниці
- Київ, Київська політехніка (проєкт)
- Чернігів, Дворянський земельний банк (типовий проєкт, реалізований до 1913 р.,)

## Галерея фото (обрані споруди)

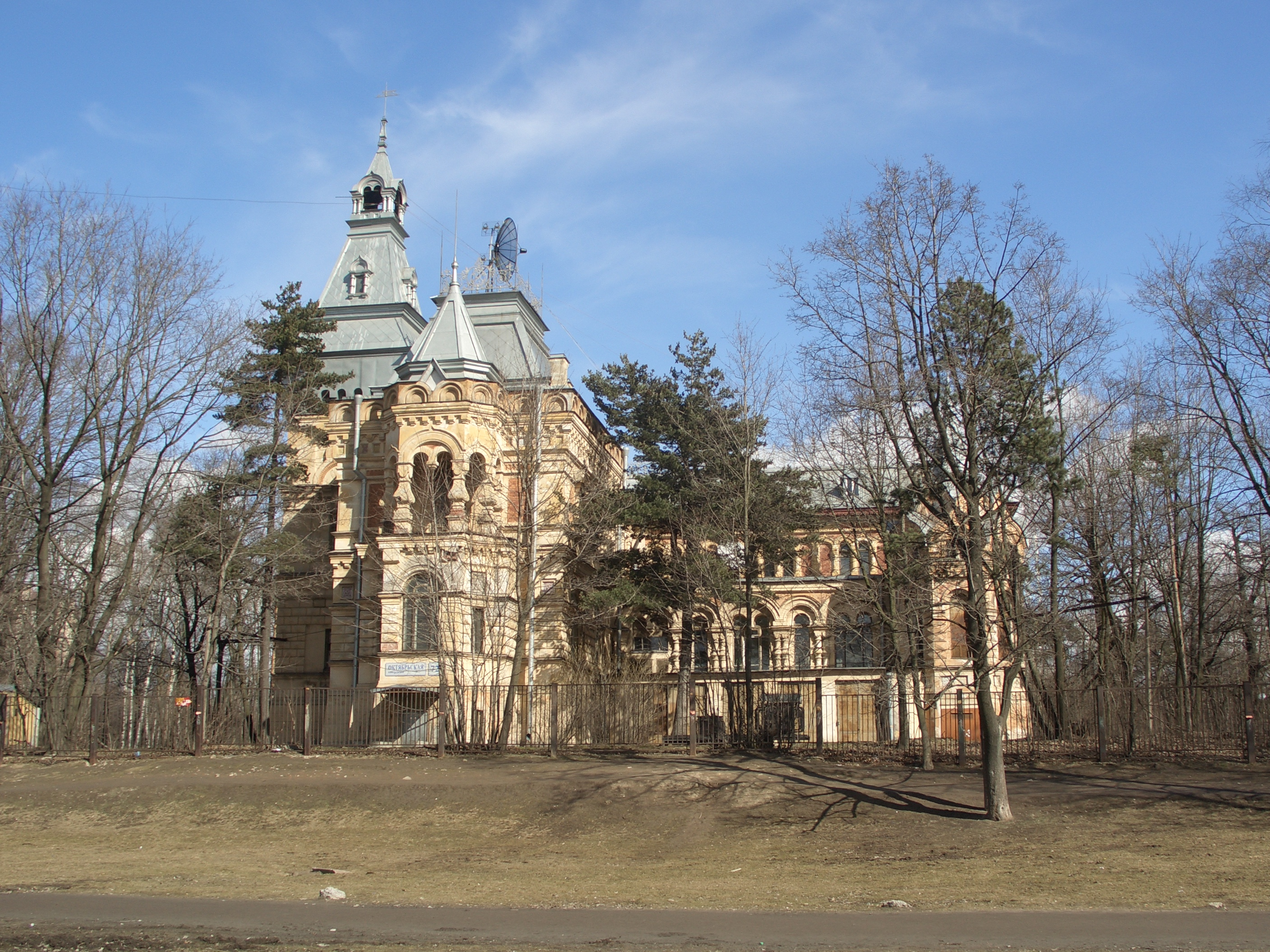
Маєток генерала Чернова «Сосновка», псевдоросійський стиль
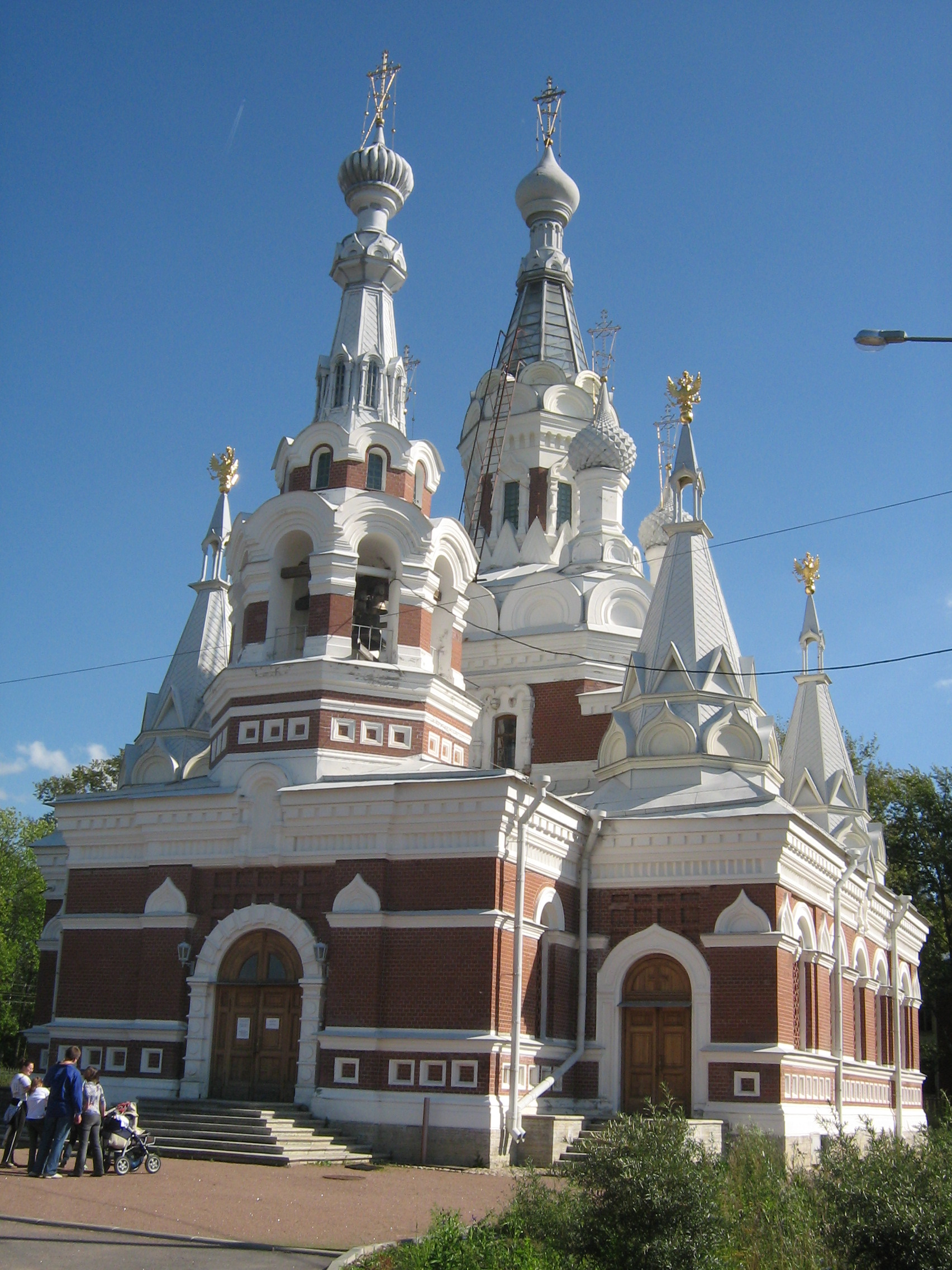
Павловськ, церква св. Миколая.
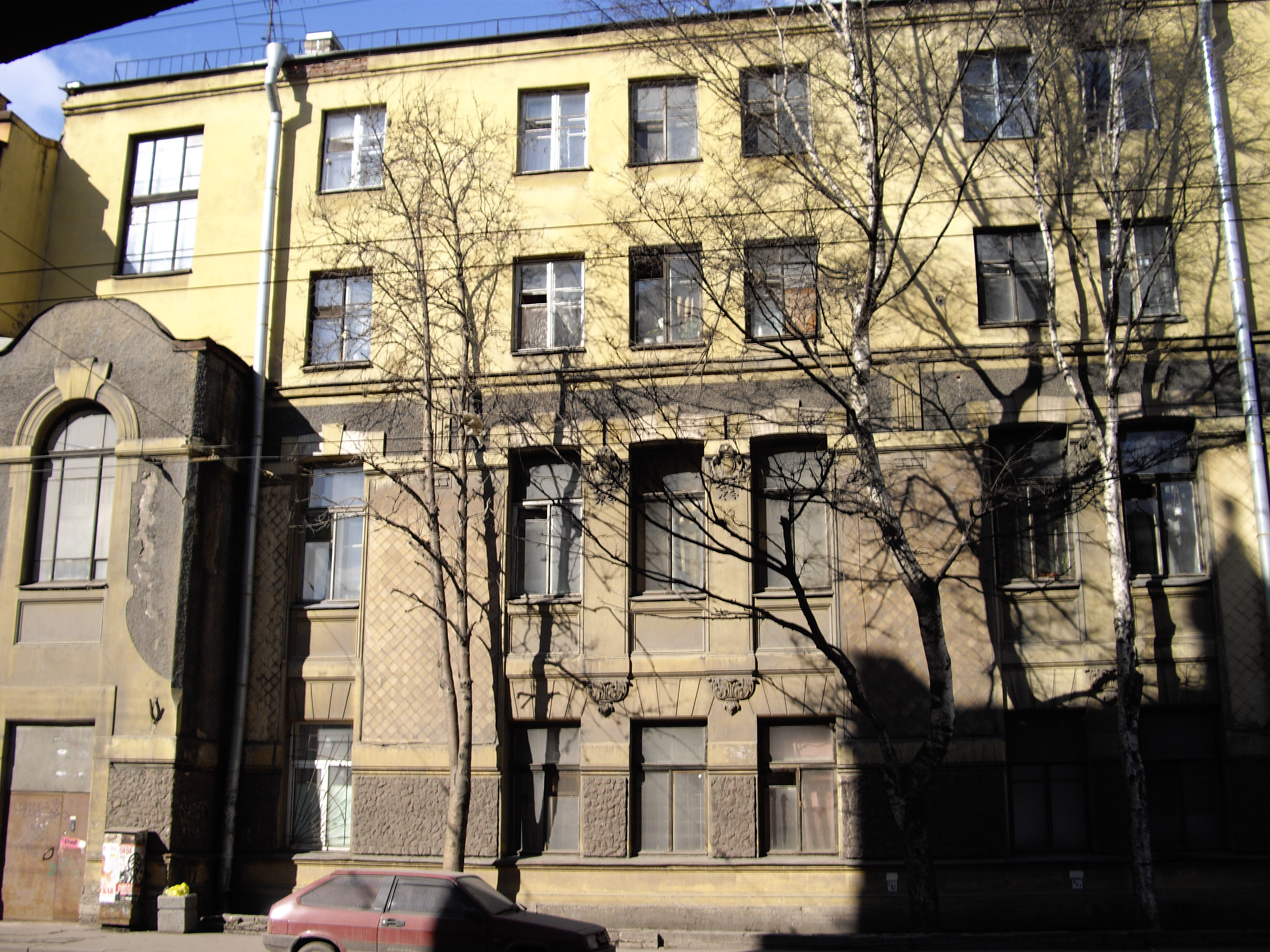
Санкт-Петербург. Будинок Дмитра Менделєєва, вул. Велика Пушкарська. Два верхні поверхи надбудовані пізніше.
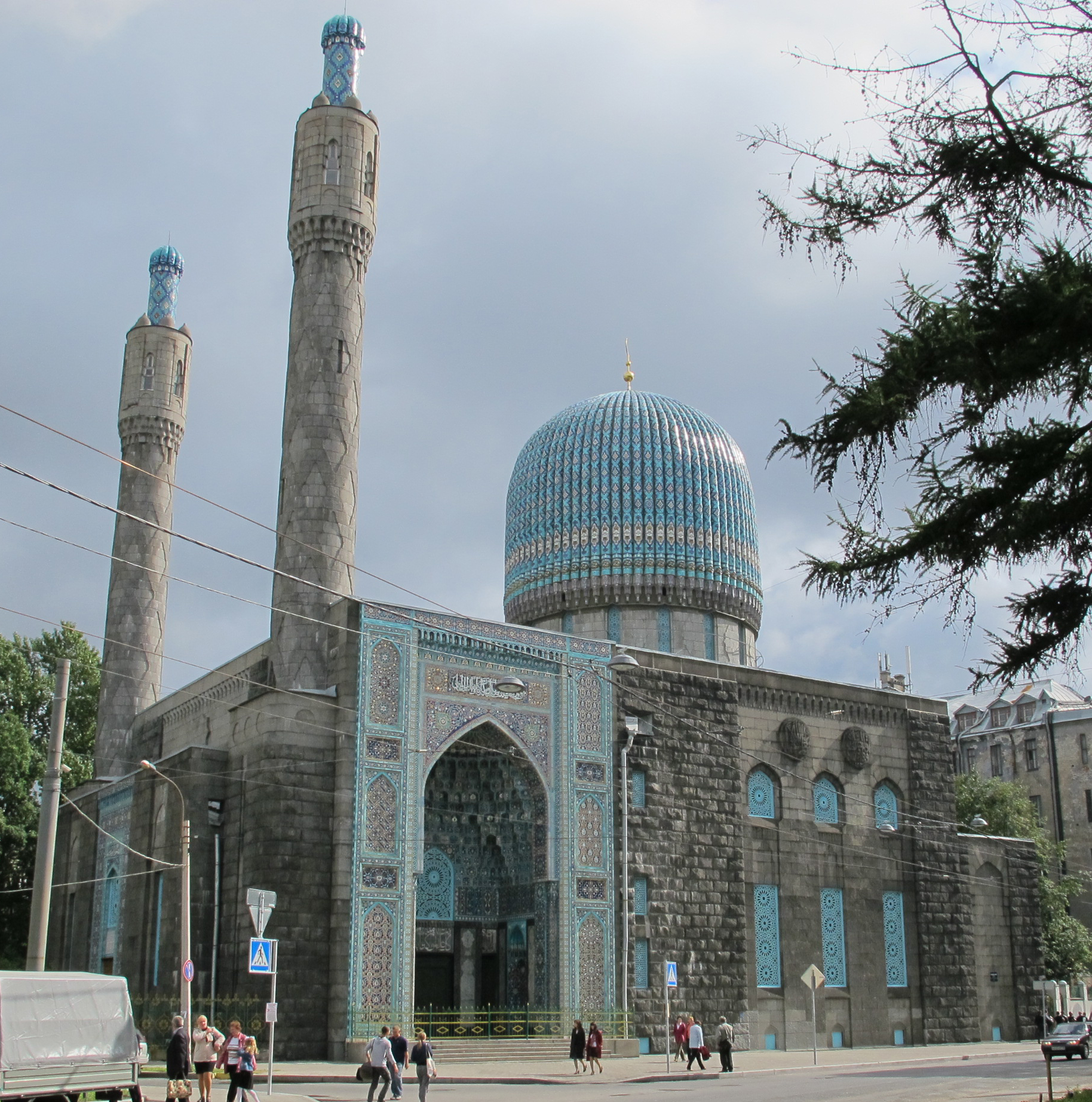
Санкт-Петербург, соборна мечеть.
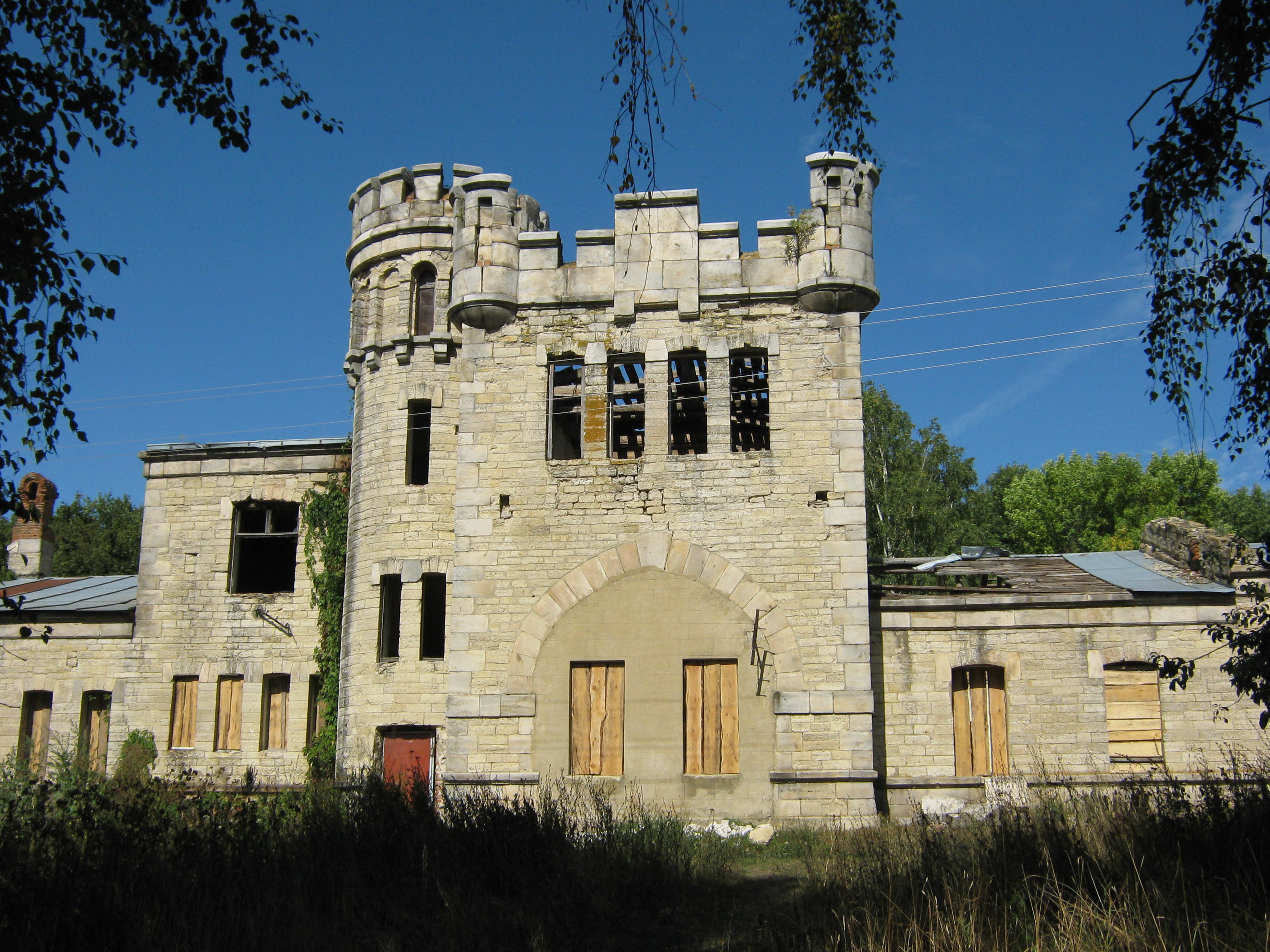
Садиба «Борки» (англійська неоготика), Липецька область
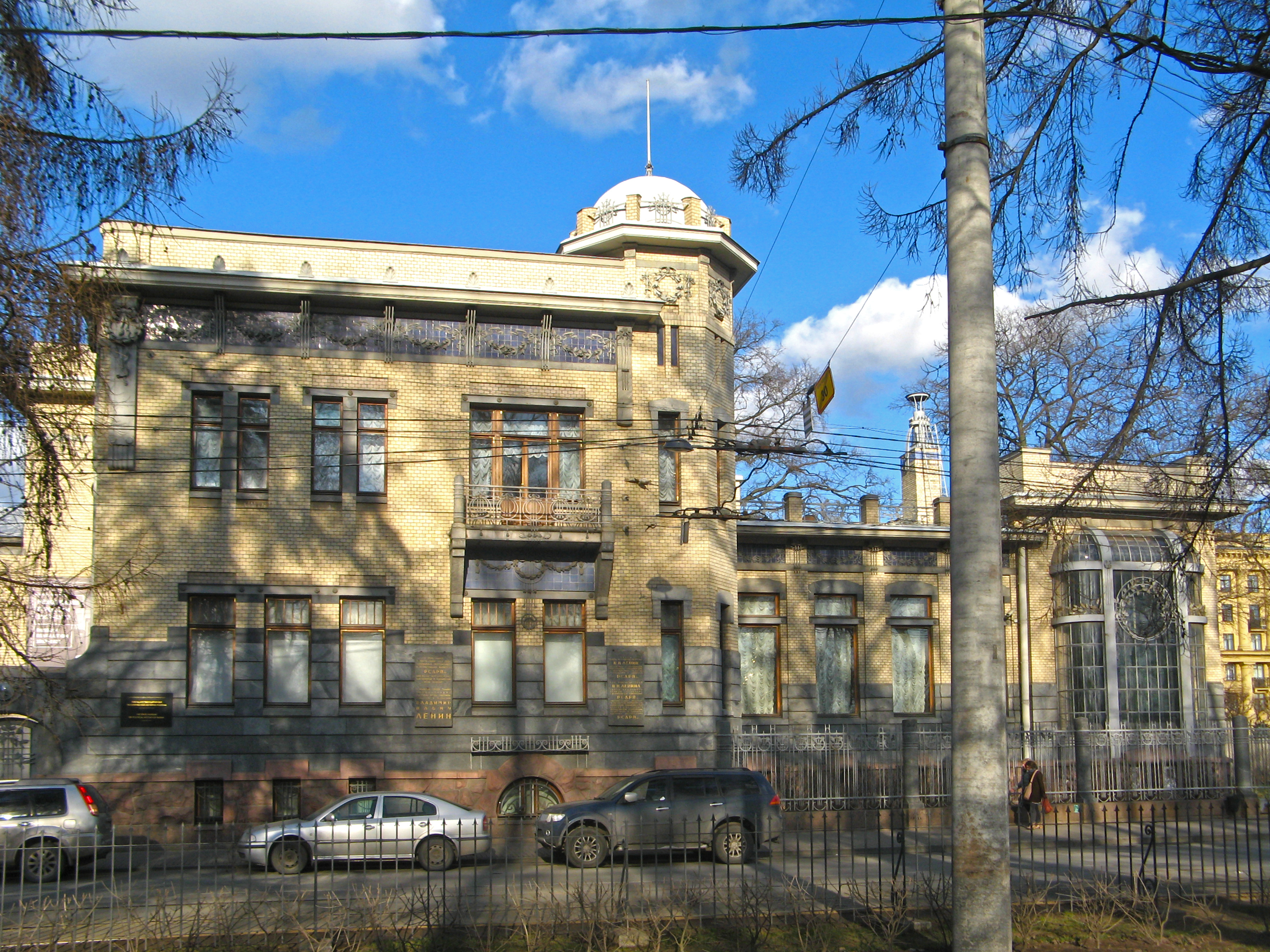
Санкт-Петербург. Особняк Кшесінської. Фасад на Кронверкський провулок.
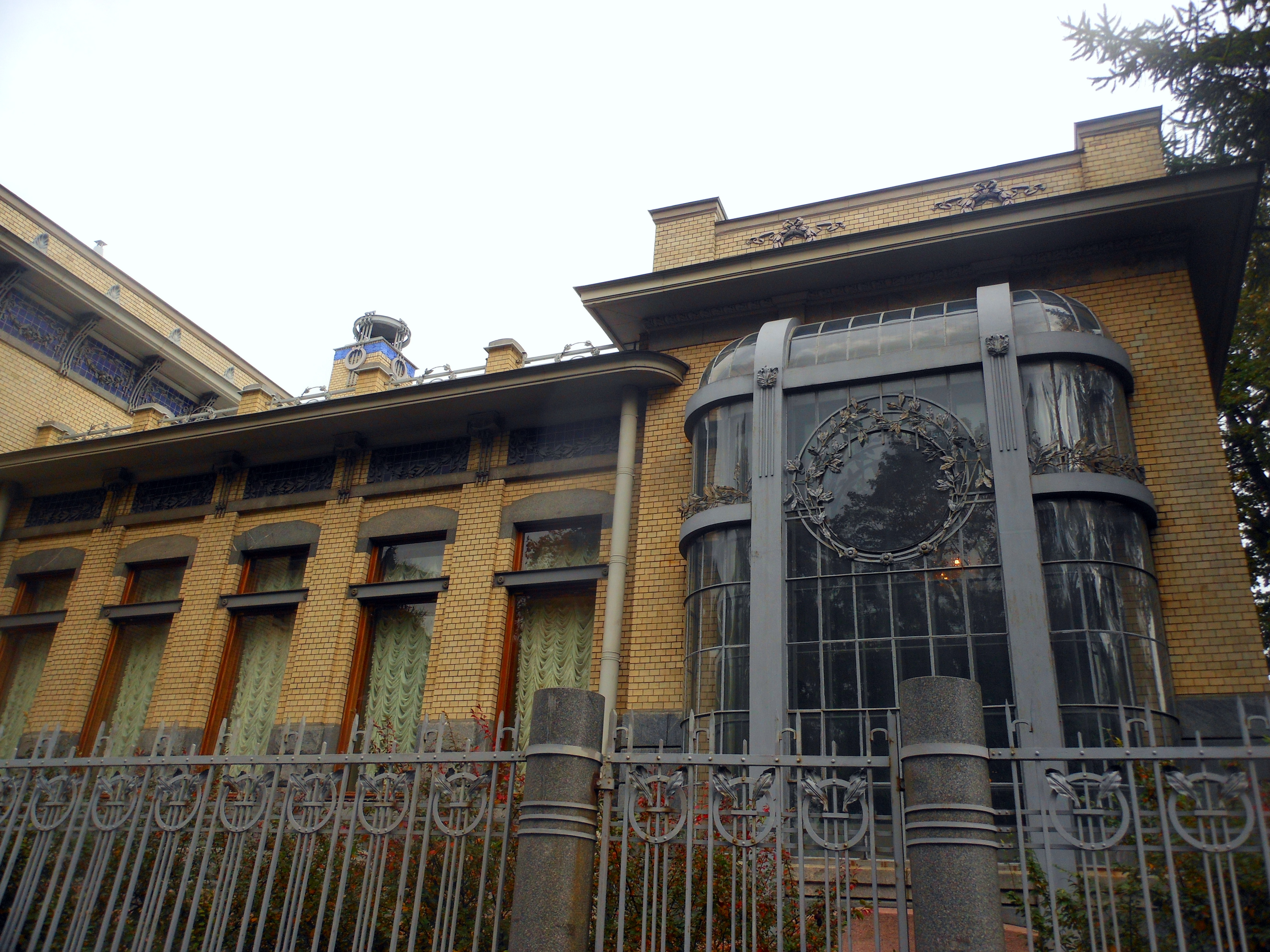
Санкт-Петербург. Особняк Кшесінської. Зимовий сад.
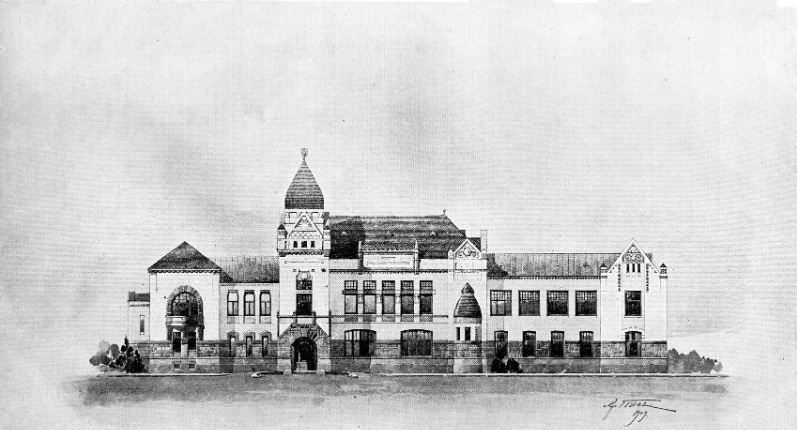
Арх. О. фон Гоген. Проєкт Дворянського та Селянського земельного банку (варіант), головний фасад 1909 р.
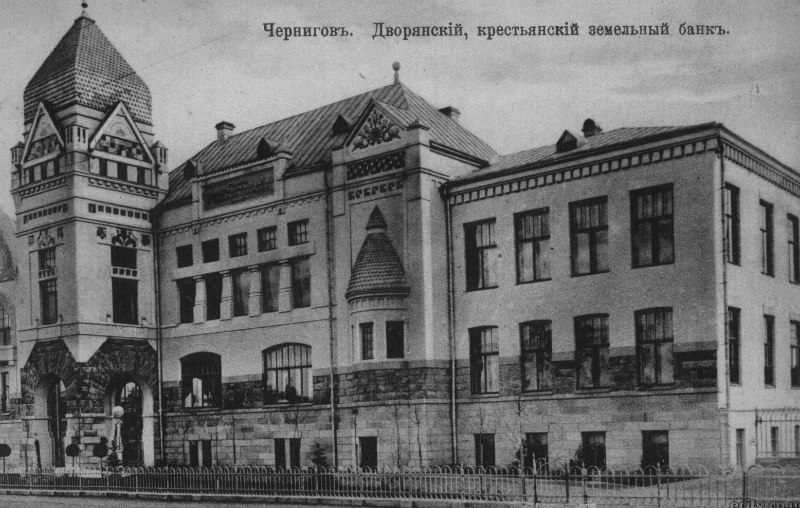
Арх. О. фон Гоген. Дворянський та Селянський поземельний банк, місто Чернігів, бл. 1915 р.